# 술꼬리저빌
술꼬리저빌(Gerbilliscus robustus)은 황무지쥐아과에 속하는 설치류의 일종이다. 중앙아프리카공화국과 차드, 에리트레아, 케냐, 니제르, 소말리아, 수단, 탄자니아, 우간다에서 발견되며, 카메룬과 나이지리아에서도 서식하는 것으로 추정된다. 자연 서식지는 건조 사바나와 습윤 사바나 지역, 아열대 또는 열대 기후 지역의 건조 저지대 초원과 농경지, 도시 지역이다.